# Osvračínský jinan
Osvračínský jinan je památný strom v obci Osvračín jihozápadně od Staňkova v okrese Domažlice. Stoletý samčí jinan dvoulaločný (Ginkgo biloba) roste ve dvoře zemědělského družstva u novogoticky upraveného zámečku v centru obce. Údajně byl vysazen jako třináctiletý okolo roku 1920. Obvod jeho kmene měří 225 cm a jeho štíhlá a hustá koruna stromu dosahuje do výšky 16,5 m (měření 2000). Chráněn je od roku 1987 pro svou dendrologickou hodnotu.